# Armallones
Armallones – gmina w Hiszpanii, w prowincji Guadalajara, w Kastylii-La Mancha, o powierzchni 77,75 km². W 2011 roku gmina liczyła 69 mieszkańców.